# Marie Madinier
Marie Madinier, née à Orléans, est une actrice, scénariste et réalisatrice française.

## Biographie
Marie Madinier est diplômée de La Fémis, école nationale supérieure des métiers de l'image et du son.

## Carrière professionnelle
En 2012, elle réalise un premier court métrage, Les Compliments d'amour, tourné dans son ancienne école primaire Charles-Pensée à Orléans. L'histoire d'un coup de foudre immédiat entre Anya et le jeune Théo, huit ans, surcouvé par ses parents. 
Scénariste, elle participe à l'écriture de courts métrages pour d'autres réalisateurs, dont le film TIS de Chloé Lesueur. Le court d'animation a notamment été sélectionné  dans le cadre du Festival du Film court francophone de Vaulx-en-Velin - Un poing c'est court en 2017.
Au printemps 2015, la réalisatrice entame le tournage de son premier long métrage Le Secret des banquises dans un réel laboratoire, ainsi que dans un studio parisien au sein duquel Stéphane Rozenbaum, chef décorateur sur les films du réalisateur Michel Gondry, recrée une banquise artificielle pouvant accueillir de vrais manchots du Cap originaires des environs du Cap en Afrique du Sud.
En 2011, Marie Madinier, également auteur du script, avait reçu à l'unanimité le prix Junior du meilleur scénario par La Fémis pour ce projet. Dans son laboratoire, le professeur Frédéric Quignard analyse les effets bénéfiques pour l'homme d'une protéine émise par les manchots en situation de stress. Afin d'attirer son attention, Christophine, l'un de ses laborantines décide de s'inoculer la dose d'une phase test jusqu'à présent réservée aux souris. Elle devient alors le cobaye médical de l'homme qu'elle convoite secrètement. 
Le film réunit les comédiens Guillaume Canet, Charlotte Le Bon, Anne Le Ny, Patrick d'Assumçao ou Damien Chapelle, déjà présent dans Vous m'éblouissez, second court métrage de la réalisatrice,.
Le Secret des banquises est projeté pour la première fois en clôture de la cinquième édition du Champs-Élysées Film Festival, le 14 juin 2016. La bande originale du film a été réalisée par le compositeur britannique Stephen Warbeck.

## Filmographie

### Comme actrice
- 2007 : Un baiser s'il vous plaît d'Emmanuel Mouret : Églantine

### Comme réalisatrice
- 2012 : Les Compliments d'amour, Agat Films & Cie - Ex Nihilo (court métrage)
- 2015 : Vous m'éblouissez, Les Films du Lendemain (court métrage)
- 2015 : Le Secret des banquises, Les Films du Lendemain

### Comme scénariste
- 2010 : Les Murs de Marion Desseigne-Ravel, La Fémis (court métrage)
- 2016 : Tis de Chloé Lesueur, Barney Production (court métrage)
- 2024 : Paradis Paris de Marjane Satrapi